# Marian Chmielewski (1928–2018)
Marian Chmielewski ps. „Pomidor” (ur. 12 maja 1928 w Ożarowie koło Garbowa, zm. 9 grudnia 2018) – polski żołnierz podziemia niepodległościowego w czasie II wojny światowej oraz powojennego podziemia antykomunistycznego.

## Życiorys
Pochodził z rodziny chłopskiej. W czasie okupacji niemieckiej podczas II wojny światowej był członkiem patrolu Stanisława Jasińskiego ps.„Żbik” wchodzącego w skład oddziału dyspozycyjnego Kedywu AK – mjr. Hieronima Dekutowskiego ps. „Zapora”. Po wkroczeniu wojsk sowieckich na teren Lubelszczyzny kontynuował działalność konspiracyjną najpierw w ramach samoobrony, a od 1945 w strukturach Ruchu Oporu Armii Krajowej-Delegatura Sił Zbrojnych na Kraj w ramach plutonu Aleksandra Sochalskiego ps. „Duch”, a następnie Tadeusza Skraińskiego ps. „Jadzinka”. Chmielewski został aresztowany na jesieni 1946 przez funkcjonariuszy Urzędu Bezpieczeństwa i w 1947 skazany przez Wojskowy Sąd Rejonowy w Lublinie na 15 lat więzienia za działalność partyzancką i posiadanie broni. Wyrok odbywał na Zamku Lubelski oraz w zakładach karnych we Wronkach i Rawiczu. W 1951 ponownie stanął przez sądem za udział w zabójstwach, w tym między innymi członka PPR. Został skazany na kolejnych 15 lat. W 1956 został zwolniony na mocy amnestii, a w 1991 odbyło się postępowanie rehabilitacyjne, w trakcie którego sąd uznał, iż czyny, za jakie skazano Chmielewskiego, były związane z działalnością na rzecz niepodległego państwa polskiego.
Zmarł 9 grudnia 2018 i został pochowany na cmentarzu na Majdanku w Lublinie.

## Odznaczenia
- Krzyż Oficerski Orderu Odrodzenia Polski (2008)[2]